# Géraldine Pailhas
Géraldine Pailhas (Marseille, 8 januari 1971) is een Franse actrice. Ze is onder meer bekend van haar rol als burgemeestersvrouw Rachel Taro in Marseille.

## Biografie
Bij het internationale publiek brak Pailhas door met de oorspronkelijk in 1994 verschenen film Don Juan DeMarco, waarin zij de ware liefde van het door Johnny Depp vertolkte hoofdpersonage speelde.
In 1992 won de actrice een César in de categorie 'Meest belovende actrice' met haar rol in de film La neige et le feu. In 2003 presenteerde ze de uitreiking van de filmprijs, waarna ze in 2004 opnieuw zelf genomineerd was. Ditmaal in de categorie 'Beste vrouwelijke bijrol' met haar optreden in de film Le coût de la vie. Tien jaar later, in 2014, volgde in dezelfde categorie een nominatie met haar acteerwerk in de film Jeune et jolie (Young). In 2019 won ze een aan de Accolade Competition gelieerde Award of Excellence Special Mention met haar hoofdrol in de film Les arcandiers uit 1991.

## Filmografie (selectie)
| Jaar        | Titel                   | Rol                | Type productie | Opmerkingen     |
| ----------- | ----------------------- | ------------------ | -------------- | --------------- |
| 1988        | Trois places pour le 26 | Danseres           | Film           |                 |
| 1991        | Les arcandiers          | Véronique          | Film           |                 |
| 1991        | La neige et le feu      | Christiane Mercier | Film           |                 |
| 1994        | Don Juan DeMarco        | Doña Ana           | Film           |                 |
| 1994        | Suite 16                | Helen              | Film           |                 |
| 1995        | Le Garçu                | Sophie             | Film           |                 |
| 2003        | Le coût de la vie       | Helena             | Film           |                 |
| 2004        | 5x2                     | Valérie            | Film           |                 |
| 2005        | Les Chevaliers du ciel  | Maelle Coste       | Film           |                 |
| 2013        | Jeune et Jolie (Young)  | Sylvie Bontale     | Film           |                 |
| 2016 - 2018 | Marseille               | Rachel Taro        | Televisieserie | 15 afleveringen |
| 2021        | Tout s'est bien passé   | Pascale Bernheim   | Film           |                 |
| 2021 - 2022 | OVNI(s)                 | Élise Conti        | Televisieserie | 24 afleveringen |